# 진주 도통사
진주 도통사(晉州 道統祠)는 대한민국 경상남도 진주시 내동면 유수리에 있는 사당이다.
1983년 7월 20일 경상남도의 문화재자료 제63호 도통사로 지정되었다가, 2018년 12월 20일 현재의 명칭으로 변경되었다.

## 개요
도통사는 1973년에 세운 건물로 공자를 중심으로 주자와 안자의 영정을 모시고 있는 사당이다.
앞면 3칸·옆면 1칸의 규모로, 지붕은 옆면에서 볼 때 사람 인(人)자 모양을 한 맞배지붕이다.
원래 대평면 하촌리에 있던 것을 남강댐 공사로 1995년 지금 있는 자리에 옮겨 지었다.

## 참고 문헌
- 진주 도통사 - 국가유산청 국가유산포털